# John Aler
Répertoire
- Le Comte Ory de Rossini
- Così fan tutte de Mozart

John Aler est un chanteur lyrique américain né le 4 octobre 1949 à Baltimore et mort le 10 décembre 2022[Où ?]. Ténor léger, il est particulièrement connu pour ses interprétations d'œuvres de Haendel, Mozart, Rossini et Donizetti.

## Biographie

### Jeunesse et études
John Aler pratique la musique dès son plus jeune âge en tant que soprano dans la chorale de son église. Il étudie à l'Université catholique de Washington, puis à la Juilliard School à New York de 1972 à 1976 avec Oren Brown (en).

## Carrière
John Aler fait ses débuts professionnels à la fin des années 1970. Sa voix légère maîtrisant le falsetto et le registre de haute-contre le prédestine naturellement au répertoire baroque, ainsi qu'aux rôles mozartiens et au répertoire français du début du XIXe. En 1979, il chante Belmonte dans  Die Entführung aus dem Serail à La Monnaie de Bruxelles et Ferrando dans Così fan tutte au festival de Glyndebourne.
Il se produit dès lors sur les grandes scènes américaines et européennes. En France, il chante en 1982 dans Les Boréades de Jean-Philippe Rameau au festival d'Aix-en-Provence, où il revient les deux années suivantes dans Hippolyte et Aricie de Rameau puis La finta giardiniera de Mozart. Toujours en 1983, il chante le Stabat Mater de Dvorak au théâtre du Châtelet puis en 1986 La Cenerentola de Gioachino Rossini.
Il interprète Idamente dans Idomeneo, re di Creta en 1985 au festival de Glyndebourne, Ferrando dans Così fan tutte en 1986 et Percy dansAnna Bolena de Donizetti en 1988 à Covent Garden aux côtés de Joan Sutherland. La même année, il est engagé au festival de Salzbourg pour Don Giovanni (don Ottavio). En 1992 il est à l'Opéra de Paris pour Saint François d'Assise d'Olivier Messiaen (frère Massée), qu'il reprend en 1998 à Salzbourg. Entre-temps, il est également invité à l'Opéra de Lyon (Iopas dans Les Troyens de Berlioz en 1987), l'Opéra de Vienne, Munich et Hambourg.
Il se produit également dans le répertoire sacré tels le Requiem de Berlioz, le Requiem de Dvořák ou la Cantata profana de Béla Bartók, et en concert avec entre autres l'orchestre symphonique de Chicago.
Au disque, il enregistre notamment Le Comte Ory de Rossini, La Muette de Portici de Daniel-François-Esprit Auber, Le Postillon de Lonjumeau et  Le Toréador d'Adolphe Adam mais aussi La Belle Hélène de Jacques Offenbach, remportant plusieurs Grammy Awards dont celui du meilleur soliste classique pour le Requiem de Berlioz en 1986.
Il est professeur associé à l'université George-Mason à Fairfax.

### Mort
John Aler meurt le 10 décembre 2022 à l'âge de 73 ans,,. Le lieu et les causes du décès sont pour l'heure inconnues.

## Discographie partielle
- Adolphe Adam :
  - Le Postillon de Lonjumeau avec John Aler (Chapelou), June Anderson, Jean-Philippe Lafont, François Le Roux, Orchestre Philharmonique de Monte-Carlo, Thomas Fulton (dir.) - EMI, 1985
  - Le Toréador avec John Aler, Sumi Jo, Michel Trempont, Orchestra of Welsh National Opera, Richard Bonynge (dir.) - Decca, 1996
- Daniel-François-Esprit Auber : La Muette de Portici avec John Aler, June Anderson, Alfredo Kraus, Jean-Philippe Lafont,ensemble choral Jean Laforge, orchestre philharmonique de Monte-Carlo, Thomas Fulton (dir.) - EMI, 1986
- Hector Berlioz :
  - Requiem avec John Aler, chœur et orchestre d'Atlanta, Robert Shaw (dir.) - Telarc, 1984
  - Roméo et Juliette, avec John Aler, Jessye Norman, Simon Estes (en), Wesminster Choir, Philadelphia Orchestra, Riccardo Muti (dir.) - EMI, 1988 ; rééd Warner Classics, 2008
- Georges Bizet : Les Pêcheurs de perles avec John Aler (Nadir) - EMI, 1989
- Marc-Antoine Charpentier : Te deum H.146 et Magnificat H.74 avec Kurt Moll, John Aler, Dawn Upshaw, Ethna Robinson, Academy of St Martin in the Fields, Neville Marriner (dir.) - EMI Classics, 1991
- Christoph Willibald Gluck :
  - Iphigénie en Tauride avec John Aler (Pylade) - Philips, 1985
  - Iphigénie en Aulide avec John Aler (Achille) - Erato, 1990
- Georg Friedrich Haendel : Semele avec John Aler (Jupiter), John Nelson (dir.) - DG, 1990
- Wolfgang Amadeus Mozart : Così fan tutte avec John Aler (Ferrando), Bernard Haitink (dir.) - EMI, 1986
- Jacques Offenbach : La Belle Hélène avec John Aler (Pâris), Jessye Norman (Hélène), Charles Burles (Ménélas), Gabriel Bacquier (Agamemnon), chœurs et orchestre du Capitole de Toulouse, Michel Plasson (dir.) - EMI, 1984
- Gioachino Rossini : Le Comte Ory  avec John Aler (rôle-titre) - Philips, 1982
- Igor Stravinsky : Pulcinella avec John Aler, Esa-Pekka Salonen (dir.) - Sony, 1990